# Biocosméticos

Os biocosméticos, conhecidos como cosméticos ecológicos, são produtos feitos sem o uso de conservantes em sua composição, e que utilizam primordialmente substâncias naturais, como extratos de plantas, e/ou orgânicas . Sendo assim, os biocosméticos não possuem em sua composição recursos provenientes de petróleo e de parabenos, por exemplo . 

## Importância ecológica
Além de terem uma menor pegada ecológica e contribuírem menos com resíduos tóxicos e aumento de poluições em sua fabricação, como a do ar, os biocosméticos são fundamentais para ressaltarem a necessidade de conservação de recursos da região . 
Além de não causarem danos ao meio ambiente e à saúde dos seres, os biocosméticos promovem a biodiversidade e proteje as futuras gerações de problemas como a irritação dérmica, por possuírem a capacidade natural de estimular a recuperação da pele .

## Importância cultural
A produção de biocosméticos ressalta a valorização dos frutos, sementes e minerais produzidos em determinada região. Também, não ressaltam apenas os materiais produzidos: eles são fundamentais por serem produtos de uma mão de obra especializada . Com isso, tanto os produtos como a forma de trabalho são mais valorizadas e reconhecidas, como o trabalho de artesãs, muitas vezes inferiorizadas como apenas uma mão de obra que lida com produtos de baixo preço de venda para o mercado .

## No Pará
Com o objetivo de atrair para o estado investimentos focados na exploração da biodiversidade local, com aplicação de conhecimento e sustentabilidade, o governo do Pará foi responsável por gerar investimentos com indústrias para desenvolver novas ações da produção de biocosméticoos. Como exemplo dessas reuniões teóricas e práticas desenvolvidas, foram discutidos aspectos técnicos voltados à construção de um Ecoparque, sendo um complexo industrial ecológico, situado em Benevides, na grande Belém que oferece local e estimula a produção de biocosméticos . Existem iniciativas que prevêm, também, a criação de um centro de pesquisa e inovação dentro do Parque de Ciência e Tecnologia Guamá, em consonância com o Programa Paraense de Incentivo ao Uso Sustentável da Biodiversidade (Biopará). Desta forma, aliando a oferta do poder público em mostrar propostas para estimmular a produção, as empresas também irão contribuir com o desenvolvimento social e científico da região .
A empresa Natura, por exemplo, é idealizadora de um projeto, em Benevides, mas sua produção se restringe à fabricação de uma massa vegetal chamada noodle, que responde por 90% da composição do sabonete. Com isso, a produção de sabonete ganha espaço na região . 

### Selo Amazônico
Como forma de valorizar os produtos da região, visando maiores olhares e posteriores investimentos, o Instituto de Metrologia do Estado do Pará (Imetropará) criou o selo amazônico para a produção de biocosméticos produzidos na região . O  processo de certificação pode ser voluntária de produtos manufaturados com matéria prima-oriunda da biodiversidade da região paraense. Além de monitorar a qualidade, segurança, requisitos ambientais, econômicos, sociais e procedência da matéria-prima, a ação valoriza os produtos da Amazônia, visando atrair mais investimentos para o Estado e aumentar a competitividade no mercado .
Para possuir a certificação os insumos não podem conter pesticidas, antibióticos, fertilizantes sintéticos, hormônios de crescimento e não pode ter engenharia genética, como requisitos. O processo de produção deve ser ecológico e sustentável que promova a biodiversidade, mantenha a qualidade do solo, evite a erosão, proteja os lençóis freáticos, conserve a energia e proteja as futuras gerações .